# Peine de mort au Connecticut

Localisation du Connecticut, sur la carte des États-Unis.

La peine de mort dans le Connecticut est officiellement abolie depuis le 25 avril 2012. La dernière exécution a eu lieu le 13 mai 2005.
Cette première abolition étant non rétroactive, les 10 condamnés étant déjà dans le couloir de la mort pouvaient toujours être légalement exécutés, jusqu'à ce que la Cour Suprême du Connecticut abolisse la peine de mort dans tous les cas.

## Historique

### Chronologie
Le Connecticut, utilisa la pendaison comme méthode d'exécution légale jusqu'en 1936, date à laquelle la potence fut remplacée par la chaise électrique. L'injection létale se substitua à cette dernière en 2005 à la suite de l'incompatibilité de cette chaise avec l'équipement électrique de la prison. Depuis, le Connecticut est d'ailleurs le seul État de Nouvelle-Angleterre à avoir procédé à une exécution durant les quarante-cinq dernières années, les États de cette localité étant relativement peu peuplés et bénéficiant d'un faible de taux de criminalité.
En 2005 se déroula l'exécution de Michael Ross (en),, un tueur en série condamné pour avoir étranglé huit femmes dans les années 1980 qui dut se battre devant la Justice pour prouver sa bonne santé mentale et ainsi obtenir sa propre exécution comme il le souhaitait après avoir passé 18 ans dans le couloir de la mort.

### Procédure
Dans le Connecticut, une personne qui encourait la peine de mort avait le choix entre être jugée par un panel de trois juges ou par un jury à l'unanimité. Le gouverneur n'avait pas le pouvoir de gracier les condamnés, c'est une fonction qui revenait à un comité dont il ne fait pas partie. Les condamnés à mort étaient incarcérés et exécutés dans deux prisons à Somers, la loi de l'État requérait que l'exécuteur soit formé par un médecin.
Avant la décision de la Cour, dix autres condamnés à mort attendaient toujours leur exécution, parmi lesquels cinq sont responsables de meurtre sur des personnes appartenant à une minorité raciale, ethnique ou religieuse.

### Études
En 2008, le comité judiciaire de la législature a voté pour abolir la peine de mort jugée onéreuse et ineffective étant donné la rareté des exécutions. La chambre a adopté la mesure et le Sénat l'a suivi à un vote près. Mais le gouverneur républicain Jodi Rell y mit son veto comme elle l'avait promis. Selon un sondage, 61 % des habitants du Connecticut sont pour la peine de mort.
En novembre 2010, Stephen Hayes y a été condamné à mort pour le meurtre à Cheshire de trois personnes dont deux fillettes et leur mère avec son complice Joshua Komisarjevsky (condamné à mort l'année suivante),, cambriolage aggravé de viols et d'incendie volontaire.
En janvier 2012, une étude sur la peine de mort dans le Connecticut (États-Unis) analyse 34 années de procès pour meurtres démontre que la sentence de mort est aléatoire. En effet, les crimes commis par ceux qui ont échappé à la peine capitale sont aussi graves que ceux des condamnés à mort.

### Abolition
En avril 2012, le Sénat et la Chambre ont voté tour à tour pour l'abolition de la peine de mort. L'abandon de la peine capitale est effectif le 25 avril 2012 lorsque le gouverneur démocrate Dan Malloy promulgue la loi. La peine de mort est sans délai remplacée par la réclusion à perpétuité sans possibilité de sortie. La nouvelle loi ne devait pas s'appliquer aux personnes déjà condamnées.
Le 13 aout 2015, la Cour Suprême du Connecticut jugea que la peine de mort était, par rapport à la constitution de cet État, un châtiment cruel et inusité et, par conséquent, commua toutes les peines capitales en peines perpétuelles incompressibles,.

## Exécutions entre 1973 et 2012
Les exécutions avaient lieu à Somers, à l'Osborn Correctional Institution.
| # | Criminel     | Date        | Méthode(s)       | Crime(s)                                                                           | Gouverneur |
| - | ------------ | ----------- | ---------------- | ---------------------------------------------------------------------------------- | ---------- |
| 1 | Michael Ross | 13 mai 2005 | Injection létale | Meurtre entre 1981 et 1984 de huit femmes et adolescentes après les avoir violées. | Jodi Rell  |

Avant l'abolition en 2012, le couloir de la mort du Connecticut comptait 11 condamnés. Entre 1973 et 2012, 11 condamnés ont été graciés dans le Connecticut.